# Percival Davson
Percival May Davson  (30 de septiembre de 1877-5 de diciembre de 1959) fue un deportista británico que compitió en esgrima, especialista en la modalidad de espada. Participó en dos Juegos Olímpicos de Verano en los años 1908 y 1912, obteniendo una medalla de plata en Estocolmo 1912 en la prueba por equipos.
Como tenista alcanzó los cuartos de final en Wimbledon en 1914 y 1922, además de formar parte del equipo británico en la Copa Davis 1919.

## Palmarés internacional
| Juegos Olímpicos | Juegos Olímpicos   | Juegos Olímpicos | Juegos Olímpicos   |
| Año              | Lugar              | Medalla          | Prueba             |
| ---------------- | ------------------ | ---------------- | ------------------ |
| 1912             | Estocolmo (Suecia) | Medalla de plata | Espada por equipos |